# Cicer chorassanicum
Cicer chorassanicum là một loài thực vật có hoa trong họ Đậu. Loài này được (Bunge) Popov miêu tả khoa học đầu tiên.